# Where's Marlowe?
Where's Marlowe? è un  film del 1998 diretto da Daniel Pyne.

## Trama
Due giovani cineasti girano un documentario che descrive le gesta del detective privato Joe Boone titolare dell'ufficio investigativo Boone and Murphy. Boone, comunque, è in una fase discendente della sua carriera investigativa, e quando le cose stanno per precipitare egli si rivolge proprio ai due ragazzi che lo stanno filmando per aiutarlo a risolvere un caso.